# Фатгабад (Ерак)
Фатгабад (перс. فتح اباد) — село в Ірані, у дегестані Машгад-е Мікан, в Центральному бахші, шахрестані Ерак остану Марказі. За даними перепису 2006 року, його населення становило 0 осіб, що проживали у складі 0 сімей.

## Клімат
Середня річна температура становить 13,05°C, середня максимальна – 33,07°C, а середня мінімальна – -10,00°C. Середня річна кількість опадів – 281 мм.
| Клімат поселення                              | Клімат поселення | Клімат поселення | Клімат поселення | Клімат поселення | Клімат поселення | Клімат поселення | Клімат поселення | Клімат поселення | Клімат поселення | Клімат поселення | Клімат поселення | Клімат поселення | Клімат поселення |
| Показник                                      | Січ.             | Лют.             | Бер.             | Квіт.            | Трав.            | Черв.            | Лип.             | Серп.            | Вер.             | Жовт.            | Лист.            | Груд.            |                  |
| Середній максимум, °C                         | 7,36             | 10,44            | 15,23            | 19,77            | 24,68            | 31,35            | 33,07            | 32,34            | 27,52            | 21,45            | 14,96            | 8,40             |                  |
| Середня температура, °C                       | −1,32            | 1,75             | 6,57             | 11,10            | 16,00            | 22,68            | 26,75            | 26,03            | 21,20            | 15,12            | 8,65             | 2,08             |                  |
| Середній мінімум, °C                          | −10              | −6,92            | −2,12            | 2,42             | 7,33             | 13,99            | 20,44            | 19,70            | 14,89            | 8,81             | 2,33             | −4,24            |                  |
| Норма опадів, мм                              | 41               | 39               | 50               | 35               | 28               | 4                | 1                | 1                | 0                | 11               | 28               | 43               |                  |
| Середньомісячна швидкість вітру, м/с          | 1.92             | 2.22             | 3.19             | 3.23             | 2.82             | 2.60             | 2.61             | 2.50             | 2.21             | 2.28             | 1.71             | 1.99             |                  |
| Середньомісячна сонячна радіація, кДж/м²·день | 8839             | 12329            | 14820            | 18294            | 22298            | 26869            | 25871            | 24037            | 21033            | 15505            | 10844            | 8758             |                  |
| --------------------------------------------- | ---------------- | ---------------- | ---------------- | ---------------- | ---------------- | ---------------- | ---------------- | ---------------- | ---------------- | ---------------- | ---------------- | ---------------- | ---------------- |
| Джерело:                                      |                  |                  |                  |                  |                  |                  |                  |                  |                  |                  |                  |                  |                  |